# Prostaciclina
Prostaciclina, também chamada de PGI2, é uma prostaglandina mediador eicosanoide sintetizado nas células endoteliais pela ação da enzima ciclo-oxigenase sobre o ácido araquidônico na via metabólica conhecida como cascata do ácido araquidónico. É um potente vasodilatador e inibidor da agregação plaquetária.
A prostaglandina H2 (PGEH2) é o precursor imediato da prostaciclina e possui função de reduzir a concentração do ácido clorídrico no estômago e de aumentar a concentração do muco protetor, atuando, portanto, como um protetor gástrico. Além desta função, age como vasodilatador participando ativamente de processos cardiovasculares e da circulação renal, para contrabalançar os processos de vasoconstrição, no intuito de evitar a necrose renal.
Pode ser usado como remédio para hipertensão pulmonar.